# Феогност (Лебедев, Георгий Иванович)
Митрополит Феогност (в миру Георгий (Егор) Иванович Лебедев; 1829, село Замытье, Бежецкий уезд, Тверская губерния — 22 января [4 февраля] 1903, Санкт-Петербург) — епископ Русской православной церкви, митрополит Киевский и Галицкий.

## Биография
Родился в 1829 году в селе Замытьё Бежецкого уезда Тверской губернии (ныне Рамешковский район Тверской области) в семье священника.
В 1849 году по окончании Тверской духовной семинарии поступил в Санкт-Петербургскую духовную академию, которую окончил в 1853 году со степенью магистра богословия; перед самым окончанием академии, 14 марта был пострижен в монашество, 25 марта — рукоположён во иеродиакона.
С 6 сентября 1853 года — иеромонах; 31 октября был определён и. д. смотрителя Кирилловского духовного училища Новгородской епархии и учителем высшего отделения училища, 12 октября 1855 года переименован в ректора этого училища.
После утверждения в степени магистра, с 27 июля 1856 года был назначен профессором по историческим наукам Санкт-Петербургской духовной семинарии с поручением исправлять должность ректора в Санкт-Петербургском Александро-Невском духовном училище; состоял также членом строительного училищного комитета.
С 29 ноября 1857 года — инспектор Новгородской духовной семинарии. В следующем году, 29 июля был возведён в звание соборного иеромонаха Александро-Невской лавры, а 24 октября возведён в сан архимандрита; 29 ноября того же года перемещен на должность инспектора и помощника ректора по профессорской должности в Новгородскую духовную семинарию.
25 апреля 1861 года назначен ректором и профессором богословских наук в Орловскую духовную семинарию с назначением и настоятелем Мценского Петропавловского монастыря.
15 июля 1864 года назначен ректором Каменец-Подольской духовной семинарии и настоятелем Сатановского Свято-Троицкого монастыря.
22 января 1867 года хиротонисан во епископа Балтского, викария Подольской епархии.
С 27 июня 1870 года — епископ Астраханский и Енотаевский.
С 7 декабря 1874 года — епископ Подольский и Брацлавский. На Каменец-Подольской кафедре он взял на себя заботу церковно-исторического описания края с целью показать что Подолье было издревле православным и русским; при нём были восстановлены многие древние русские святыни.
С 9 декабря 1878 года — епископ Владимирский и Суздальский.
Принимал участие в короновании императора Александра III.
15 мая 1883 года возведён в сан архиепископа.
Во всех местах своего служения умножал и украшал храмы, вводил институт миссионеров, устраивал церковно-исторические древлехранилища и церковно-приходские школы, учреждал просветительные братства. Особенную ревность проявил к возобновлению древних исторических храмов. Владимирский Успенский кафедральный собор, разрушавшийся и приходивший в ветхость, стараниями Феогноста был обновлён в его первоначальном виде.
21 ноября 1892 года был назначен архиепископом Новгородским и Старорусским.
Прибыв 17 декабря 1892 года в Новгород, Феогност ревностно принял на себя заботы по восстановлению ещё более древнего памятника — собора святой Софии. Много ездил по епархии, побывав во всех её уездах. Проявил особое внимание к духовным училищам епархии: по его настоянию в 1898 году было восстановлено закрытое в 1882 году Тихвинское духовное училище; в 1899 году участвовал в закладке нового здания Белозерского духовного училища.
С 6 мая 1895 года — постоянный член Святейшего синода.
С 13 августа 1900 года — митрополит Киевский и Галицкий. В Киеве он обратил особенное внимание на обновление церкви Киево-Печерской лавры.
Имел ордена до Св. Александра Невского, украшенного бриллиантами и бриллиантовый крест на клобуке.
Скончался в Санкт-Петербурге 22 января (4 февраля) 1903 года

## Сочинения
- О церковном управлении в Южной России, после отделения Киевской митрополии от Московской до времен унии (магистерская диссертация).
- Слова преосвященнейшего Феогноста, епископа владимирского и суздальского, Владимир, 1881.
- «Речь при наречении его во епископа», Рук. для сельск. пастырей, 1867, № 7.
- «Речи и проповеди», Влад. Еп. Вед., 1879; Новгор. Еп. Вед., 1894.
- «Речь новохиротонисанному епископу Чигиринскому Платону», ТКДА, июль, 1.